# Джон Едвардс
Джон Рід Е́двардс (англ. John Reid Edwards; нар. 10 червня 1953) — американський політик, колишній сенатор Конгресу США від Північної Кароліни. 2004 року був кандидатом на посаду віцепрезидента США від Демократичної партії, а 2008 року намагався стати кандидатом на посаду президента США.

## Біографія
Джон Едвардс народився 10 червня 1953 року у місті Сенека, штат Південна Кароліна. Його батько був робітником на текстильній фабриці, а мати працювала поштаркою. За власним зізнанням, Джон був першим у його родині, хто навчався у коледжі. 1974 року він закінчив Університет штату Північна Кароліна, а потім вступив на юридичний факультет цього ж університету.
Після закінчення навчання Едвардс працював правником і адвокатом протягом наступних двадцяти років. У своїй практиці він спеціалізувався на справах корпоративної халатності та медичної недбалості. Як адвокат Едвардс доволі успішно представляв у суді простих людей, які постраждали через недбалість великих корпорацій.
Заживши слави серед населення свого штату Едвардс почав цікавитися політикою — вперше був обраний до Сенату США 1998 року. У Конгресі був одним з провідних представників Демократичної партії, зосередився на питаннях охорони здоров'я, освіти, захисту навколишнього середовища і громадянських прав.
2003 року Джон Едвардс проголосив про свій намір балотуватися на посаду президента США від Демократичної партії. Однак пізніше він погодився стати кандидатом на посаду віцепрезидента разом з Джоном Керрі, який став єдиним кандидатом від демократів. На виборах 2004 року Керрі і Едвардс, однак, програли Джорджу Бушу, якого було переобрано на другий термін.
На наступних президентських виборах 2008 року Едвардс збирався знову балотуватися на посаду президента, однак не набрав достатньої кількості голосів у Демократичній партії, кандидатом від котрої 2008 року став Барак Обама.
2011 року проти Джона Едвардса було порушено кримінальну справу за звинуваченнями в розтраті коштів, наданих філантропкою Р. Ламберт Меллон та призначених для фінансування президентської кампанії 2008 року, на утримання позашлюбних зв'язків із своєю помічницею. Попри ці звинувачення, за котрими він міг отримати майже 30 років тюремного ув'язнення, суд присяжних у травні 2012 року виправдав його за одним з пунктів звинувачення і не зміг дійти висновку за іншими.